# Takla Makan
El desert de Takla Makan o Taklamakan (xinès, Xiao'erjing: تَاكْلامَاقًا شَاموْ, Dungan ; uigur: تەكلىماكان قۇملۇقى, Täklimakan Qumluqi; també escrit Teklimakan) és un gran desert de l'Àsia central, a la regió autònoma de Xinjiang de la República Popular de la Xina. Es coneix com el desert sorrenc més gran del món. Takla té el significat de 'retorn' o 'roda' en les llengües turqueses; ma és un sufix de negació; i finalment 'kan' és un sufix de gerundi; conjuntament, s'obté l'expressió que s'entendria en les llengües turqueses com a 'lloc sense retorn'. Tanmateix, segons l'arqueòleg uigur Dolkun Kamberi és una antiga paraula amb el significat de 'vinya'. De fet, les parts irrigades d'aquesta regió són propícies al conreu de la vinya.
Es tracta d'un desert movedís; els vents dominants bufen des del nord-est i els sediments s'acumulen sobre el marge sud-est. Ocupa una gran part de la conca del Tarim. Limita al sud amb la falla de l'Altin Tagh, dins la serralada de Kunlun, i al nord amb la de Tian Shan i amb el riu Tarim. Molt àrid (menys de 50 mm anuals de pluges) i fred, és una gran extensió de sorra on es perden nombrosos torrents.
De forma ovoide, amb 337.000 km² de sorra, 1.000 km d'oest a est i 500 km de nord a sud, és el tercer desert més gran del món després del Sàhara i el Kalahari. Les seves dunes poden atènyer 40 m d'alçada. Haurien acabat la seva formació fa 70.000 anys. S'hi troben també planures argiloses i graves. De l'hivern a l'estiu, les temperatures varien des de -40 °C fins a +50 °C; aquests extrems priven les dunes de tota vida animal: ni tan sols hi ha sargantanes o escorpins. Limita amb les muntanyes Kunlun al sud, les muntanyes Pamir a l'oest, la serralada de Tian Shan al nord i el desert de Gobi a l'est.

## Etimologia
Tot i que la majoria dels investigadors estan d'acord en makan sent la paraula persa per «lloc», l'etimologia de Takla és menys clara. La paraula pot ser un manlleu uigur del tark persa, «deixar sol/fora/darrere, renunciar, abandonar» + makan. Una altra explicació plausible suggereix que es deriva del turc taqlar makan, que descriu «el lloc de les ruïnes». Els estudiosos xinesos Wang Guowei i Huang Wenbi van vincular el nom als tocaris, un poble històric de la conca del Tarim, fent que el significat de «Taklamakan» sigui semblant a «Tocharistan». Segons l'estudiós uigur Turdi Mettursun Kara, el nom Taklamakan prové de l'expressió Terk-i Mekan. El nom s'esmenta per primera vegada com Terk-i Makan (ترك مكان / trk mkan) al llibre anomenat Tevarih-i Muskiyun, que va ser escrit el 1867 a la prefectura de Hotan de Xinjiang.
En l'etimologia popular, es diu que significa «lloc sense retorn» o «entra i no en sortiràs mai».

## Geografia física

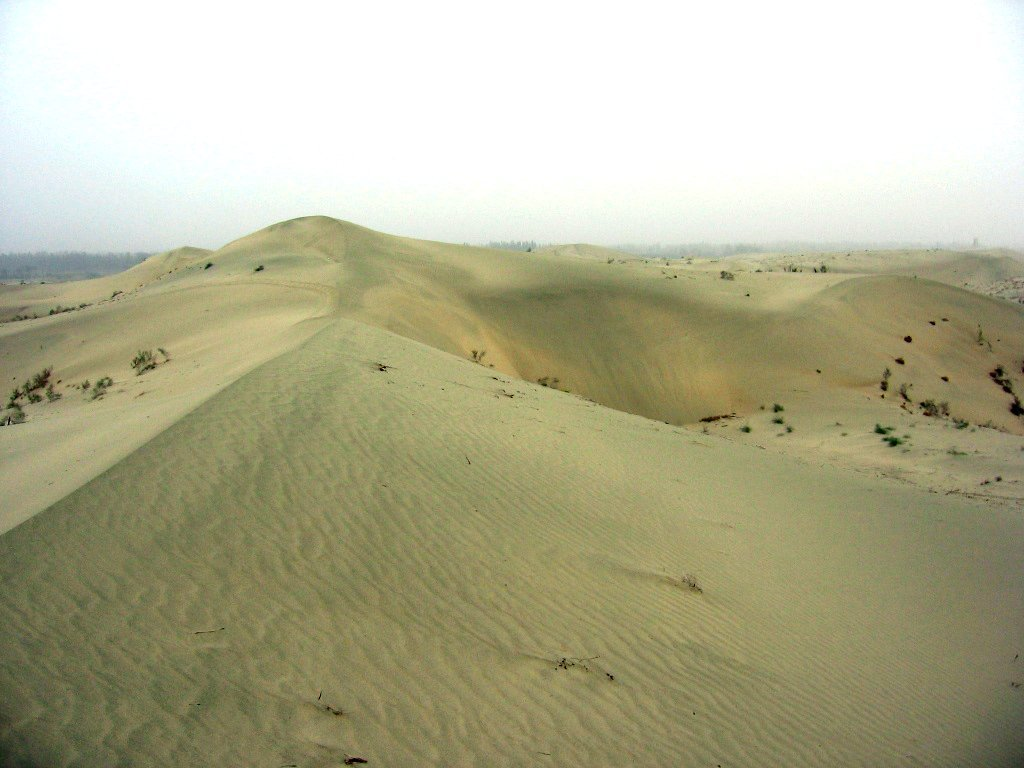
Les dunes del desert poden arribar a tenir 40 m d'alçada

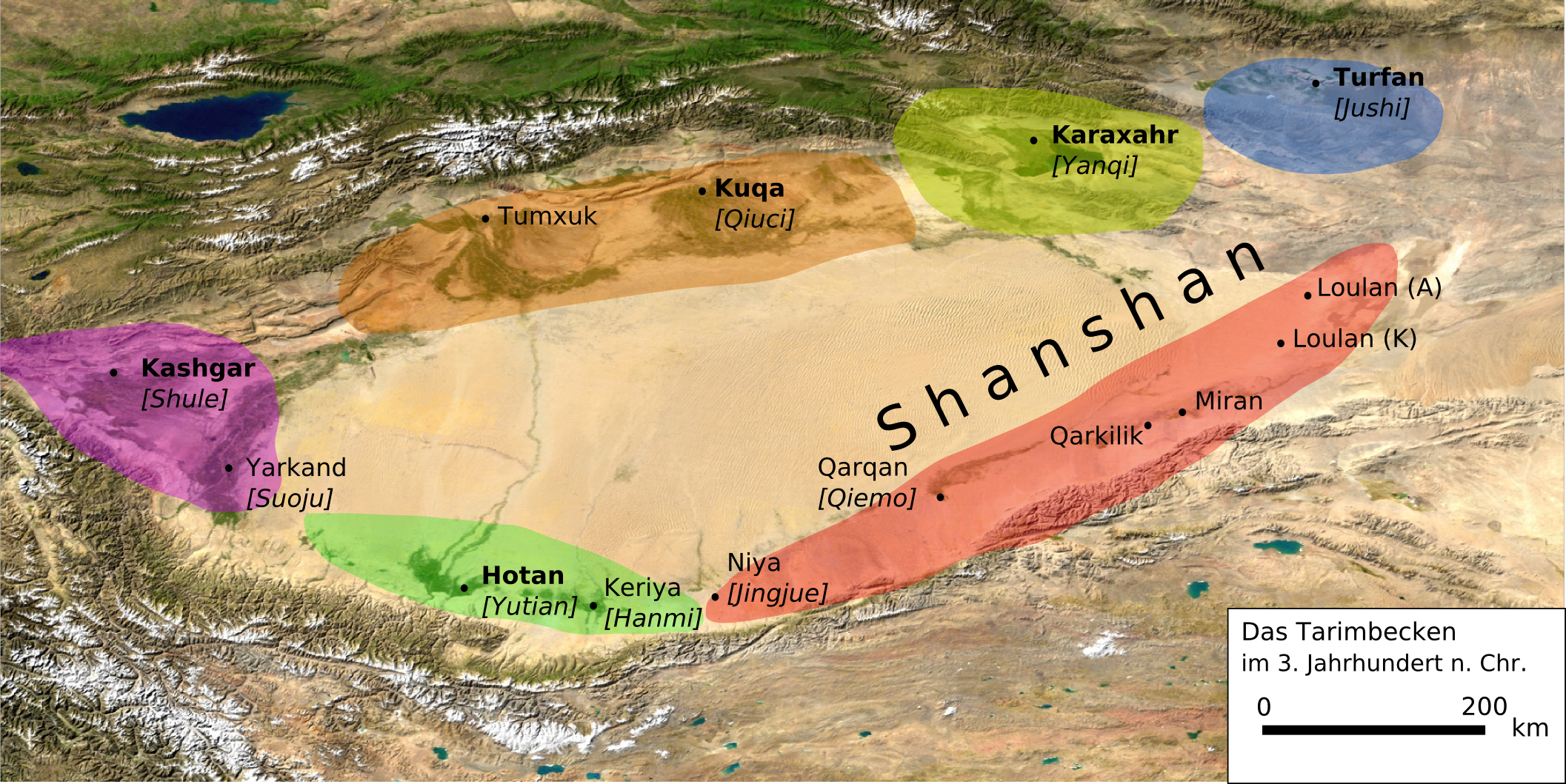
Assentaments,.

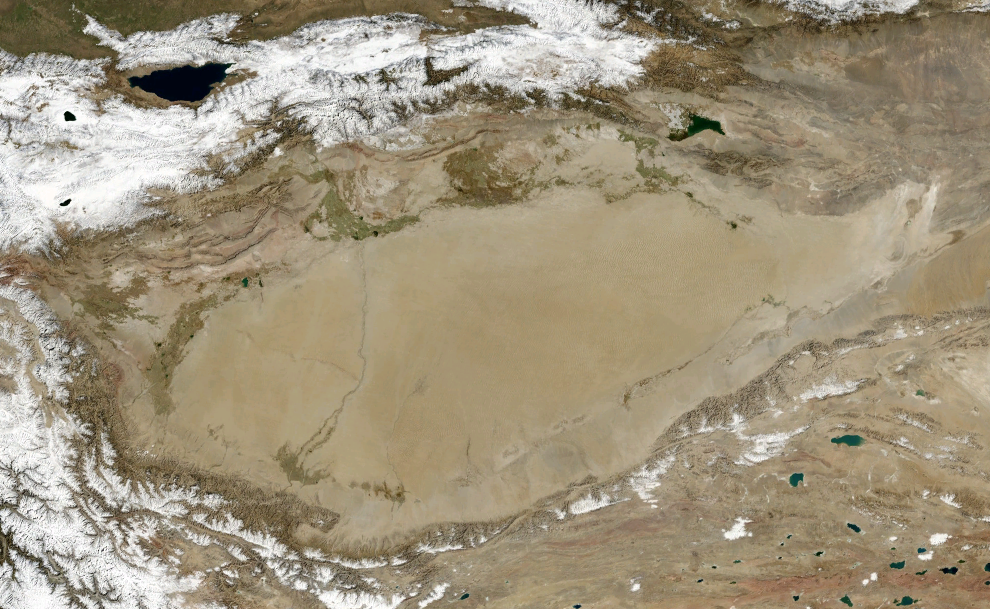
Taklamakan de la NASA World Wind

El desert de Takla Makan té una superfície de 337.000 km², lleugerament més petit que Alemanya. El desert forma part de la conca del Tarim, que té 1.000 km de llarg i 400 km d'ample. Està travessada pel seu límit nord i per la seva vora sud per dues branques de la Ruta de la seda, per la qual els viatgers buscaven evitar l'àrid erm. És el segon desert de sorra canviant més gran del món, amb aproximadament un 85% format per dunes de sorra mòbils, ocupa el 17è lloc en mida en un rànquing dels deserts més grans del món. Les dunes varien en alçada des de 18 m fins a 91 m. Les poques ruptures d'aquest mar de sorra són petites taques d'argila al·luvial. En general, els costats més escarpats de les dunes s'allunyen dels vents dominants.
L'estudi geològic dels sediments d'un gruix en certs indrets de 1.626 m, feta per un equip de l'Acadèmia de les ciències de Pequín, ha permès determinar que aquest desert ja existia fa 5,3 milions d'anys al començament del Pliocè.
Aquest desert hauria estat, de fet, creat des del Miocè tardà en el moment de la retirada dels mars i de l'aïllament del Mediterrani; després, l'elevació de l'altiplà tibetà hauria comportat modificacions més grans de la circulació atmosfèrica aportant del nord l'aridesa.
Aquest desert és en pendent descendent d'oest a est, de tal manera que és recorregut per un llarg riu de 2.000 km, el Tarim, que flueix en aquesta mateixa direcció. Aquest curs d'aigua es perd en el Lop Nor (llac Lop en mongol), immens aiguamoll salat situat al sud de Turfan, la superfície del qual disminueix al fil dels segles. És on la Xina ha efectuat la majoria de les seves proves nuclears. Mentre que la ciutat de Kaixgar, a l'oest del Takla Makan, és a una altitud de 1.300 m, el Lop Nor es troba a 780 m. Un lent aixecament tectònic de la regió dels Pamirs, a l'oest, ha augmentat aquesta diferència d'altitud entre l'oest i l'est durant els últims mil·lennis.
Altres cursos d'aigua, com el Keriya, baixen de la serralada del Pamir, a l'oest, o del Kunlun, al sud-oest. Fa 15.000 anys, al final de l'última glaciació, el Keriya travessava el desert fins al nord. Aquesta fase d'escolament s'ha produït fins al 4000 aC; després, el cabal va anar disminuint i les seves aigües s'han perdut per les sorres. Els antics cursos són assenyalats pels troncs d'arbres morts escampats entre les dunes. Els exploradors hi han trobat antigues ciutats, com la que ha estat anomenada Jumbulak Kum ('Les sorres rodones'), sobre un antic curs del Keriya. Datada de l'any 500 aC, estava situada molt a l'interior del desert. Avui, només el riu Khotan, situat més a l'oest, aconsegueix travessar el desert.
La República Popular de la Xina ha construït dues carreteres que creuen el desert. La carretera del desert de Tarim enllaça les ciutats de Hotan (a l'extrem sud) i Luntai (a l'extrem nord) i la carretera de Bayingol a Ruoqiang travessa el desert cap a l'est.
En els últims anys, el desert s'ha expandit en algunes zones, les seves sorres embolcallant granges i pobles com a conseqüència de la desertització.
| « | Quan em vaig despertar un matí, em vaig trobar que no podia obrir la porta a causa del pes de sorra que s'havia acumulat durant la nit. Les meves collites també estaven enterrades, així que no vaig tenir més remei que traslladar-me" -Memet Simay, resident al comtat de Qira- | » |

El ferrocarril Golmud-Korla també travessa el Takla Makan.
Les àrees del desert són Ha-la-ma, A-lang-ha i Mai-k'o-tsa-k'o. Les muntanyes de Mazartag es troben a la part occidental del desert.

## Clima

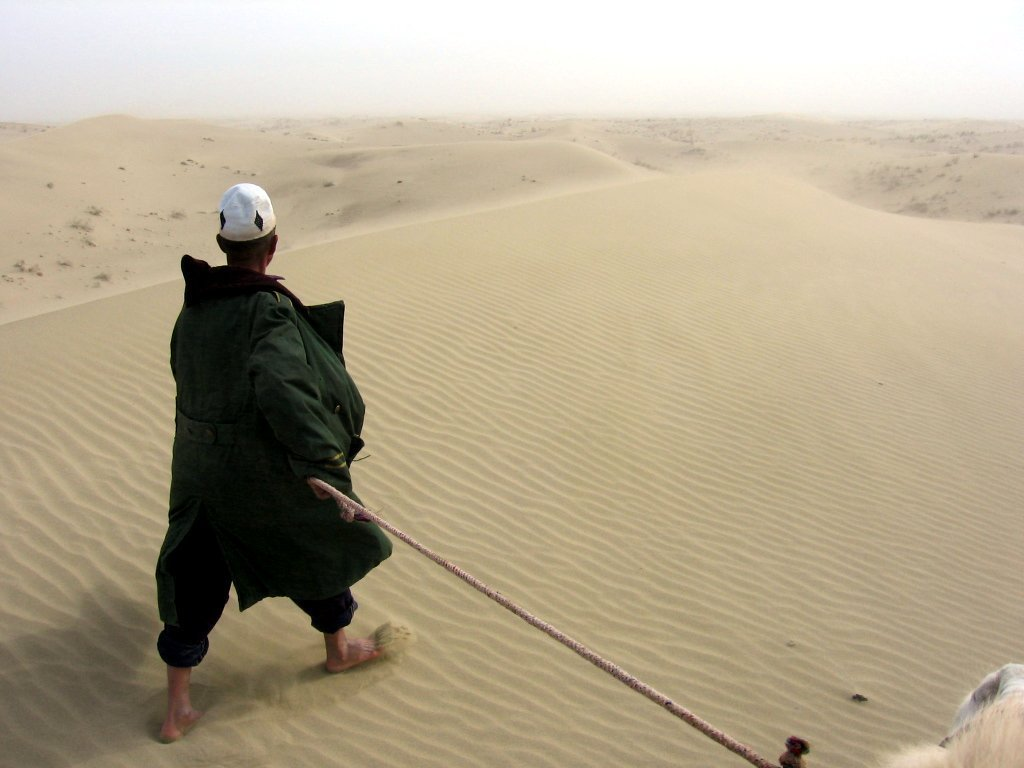
Vida del desert prop de Yarkand

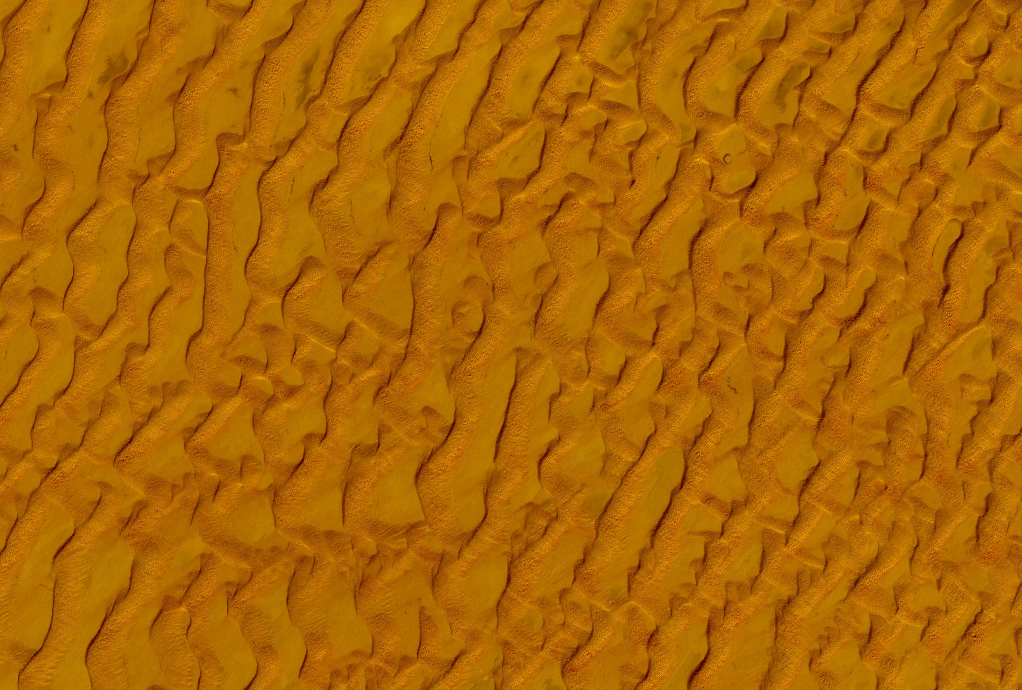
Dunes de sorra capturades pel Landsat-7 de la NASA

Com que es troba a l'ombra de la pluja de l'Himàlaia, el Takla Makan té un clima desèrtic fred. Donada la seva relativa proximitat amb les masses d'aire fred a Sibèria, es registren temperatures extremes a l'hivern, de vegades molt per sota −20 °C, mentre que a l'estiu poden pujar fins a 40 °C. Durant l'episodi de tempestes hivernals xineses de 2008, es va informar que el Takla Makan estava cobert, per primera vegada en la seva història registrada, completament amb una capa fina de neu que arribava 4 cm, amb una temperatura de −26,1 °C en alguns observatoris.
La seva posició extrema a l'interior, pràcticament al cor d'Àsia i a milers de quilòmetres de qualsevol massa d'aigua oberta, explica la variació de temperatura diürna una mica àmplia.

## Oasi

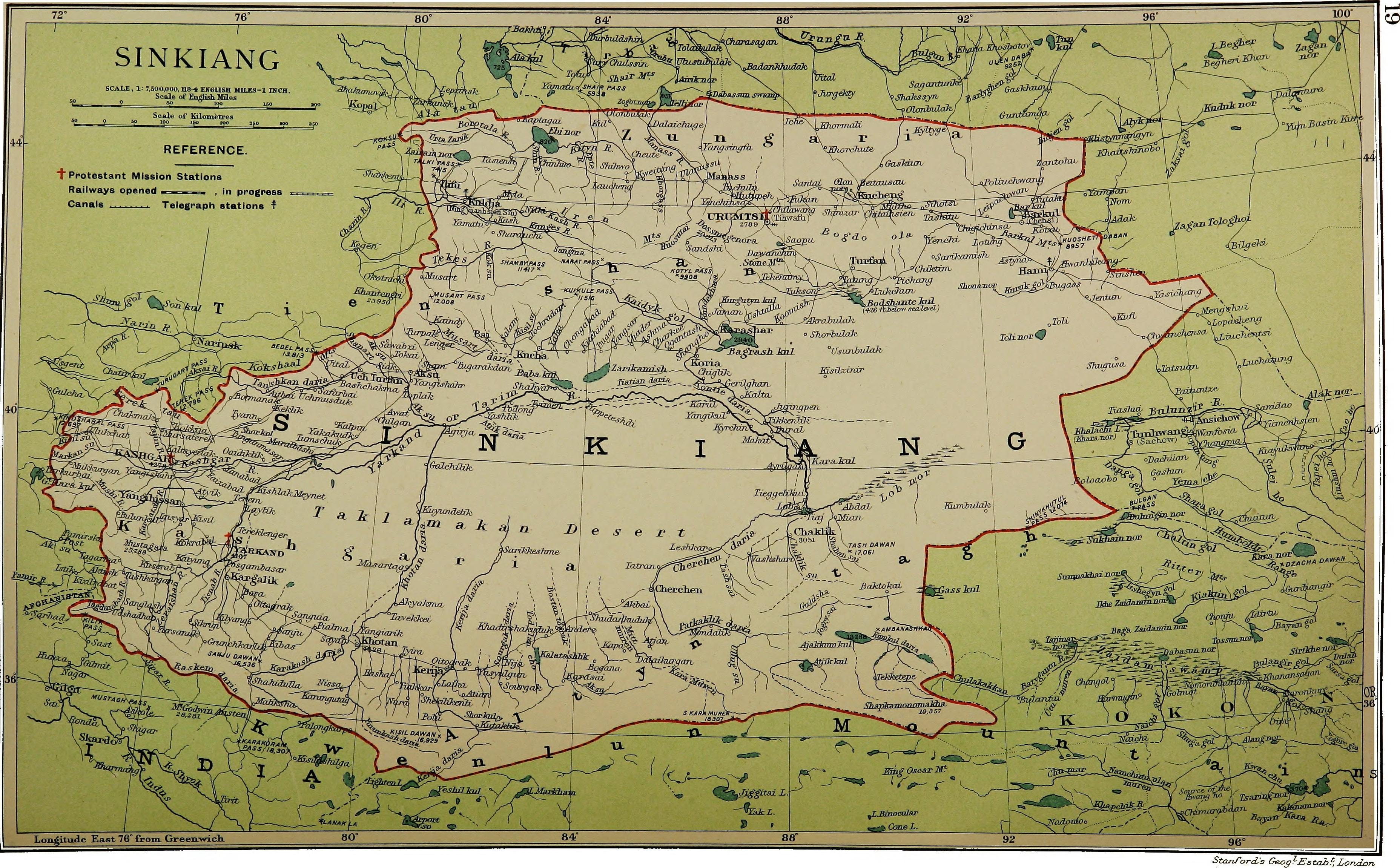
Mapa que inclou el desert de Takla Makan (1917)

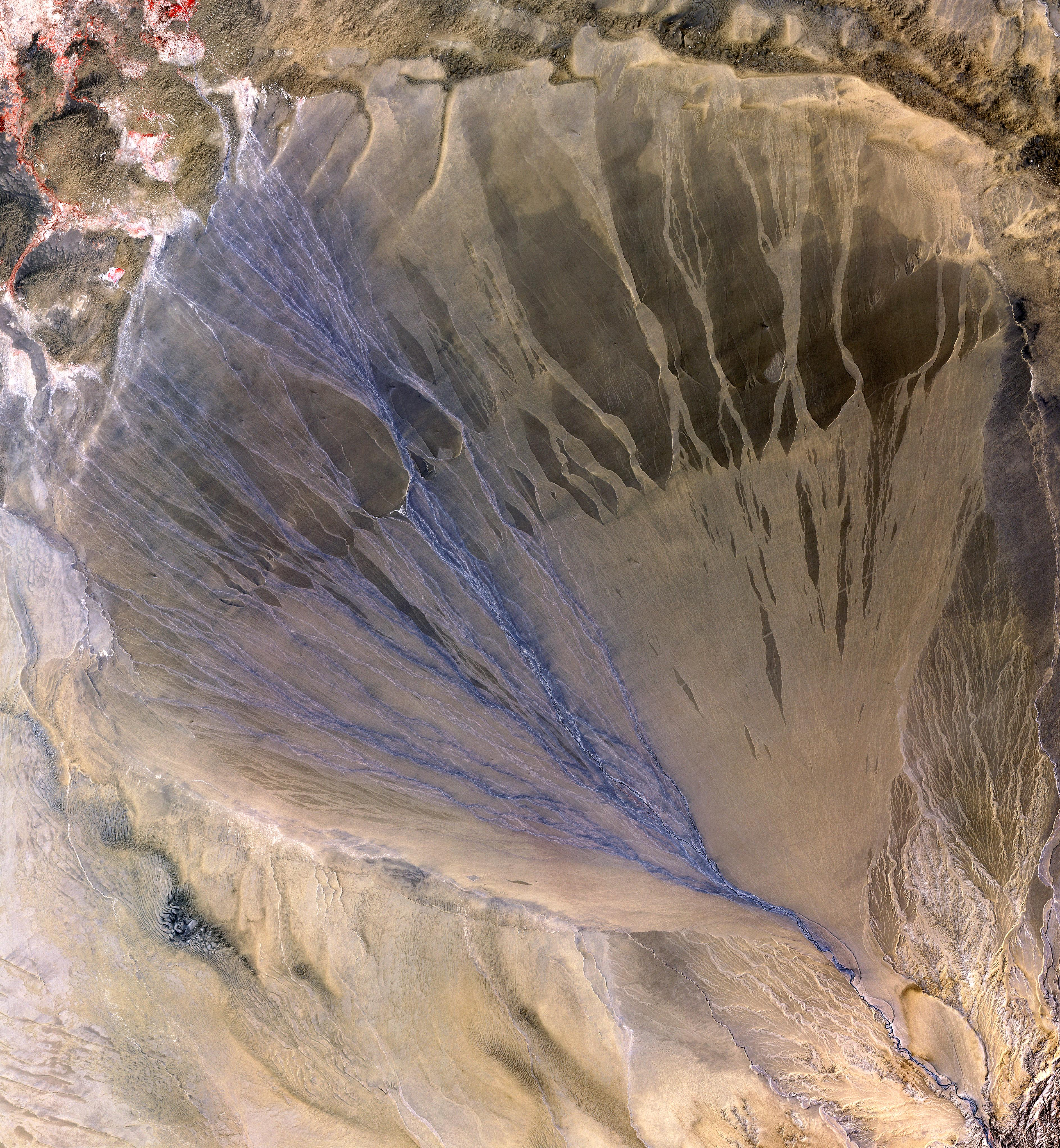
El riu Molcha (Moleqie) forma un gran ventall al·luvial a la vora sud del desert de Takla Makan, ja que surt de les Muntanyes Altun i s'endinsa al desert a la part occidental del comtat de Qiemo. El costat esquerre apareix blau per l'aigua que flueix en molts rierols. La fotografia està feta al maig, quan el riu està ple de neu/aigua de desglaç.

El desert de Takla Makan té molt poca aigua pel que és perillós travessar-lo. Les caravanes de mercaders de la Ruta de la seda s'aturaven per alleujar-se a les pròsperes ciutats oasis. Es trobava molt a prop de moltes de les civilitzacions antigues: al nord-oest hi ha la conca de l'Amudarià, al sud-oest els passos de muntanya de l'Afganistan condueixen a l'Iran i l'Índia, a l'est hi ha la Xina i fins i tot al nord ciutats antigues com Almati. es pot trobar.
Les ciutats oasis clau, regades per la pluja de les muntanyes, eren Kaixgar, Miran, Niya, Yarkand i Hotan (Hetian) al sud, Kutxa i Turfan al nord, i Loulan i Dunhuang a l'est. Ara, moltes, com Miran i Gaochang, són ciutats en ruïnes en zones poc habitades de la regió autònoma de Xinjiang de la República Popular de la Xina.
Els tresors arqueològics trobats a les seves ruïnes enterrades a la sorra apunten a influències tocarianes, hel·lenístiques primerenques, índies i budistes. Els seus tresors i perills han estat vívidament descrits per Aurel Stein, Sven Hedin, Albert von Le Coq i Paul Pelliot. A la regió s'han trobat mòmies, d'uns 4000 anys d'antiguitat.
Més tard, el Takla Makan va ser habitat per pobles turquesos. A partir de la dinastia Han, els xinesos van estendre esporàdicament el seu control a les ciutats oasis del desert de Takla Makan per controlar l'important comerç de la ruta de la seda a través de l'Àsia central. Els períodes de domini xinès es van intercalar amb el domini dels pobles turcs, mongols i tibetans. La població actual està formada majoritàriament per uigurs turcs i persones d'ètnia han.

## Exploració científica
Aquest desert va ser explorat per diversos estudiosos, entre ells Xuan Zang, un monjo budista del segle vii, i, al segle xx, l'arqueòleg Aurel Stein.
Els estudis atmosfèrics han demostrat que la pols provinent del Takla Makan es bufa sobre el Pacífic, on contribueix a la formació de núvols a l'oest dels Estats Units. A més, la pols viatjant redistribueix minerals des del Takla Makan fins a l'oest dels EUA mitjançant la pluja. Els estudis han demostrat que una classe específica de mineral que es troba a la pols, coneguda com a ortosa, desencadena especialment bé la formació de gel. L'ortosa és especialment susceptible a la corrosió per contaminació atmosfèrica àcida, com ara nitrats i fosfats; L'exposició a aquests components redueix la capacitat de la pols per provocar la formació de gotes d'aigua.

## En la cultura popular
El desert és l'escenari principal de les sèries de pel·lícules xineses Painted Skin i Painted Skin: The Resurrection. La sèrie de televisió xinesa Candle in the Tomb es passa principalment en aquest desert mentre busquen l'antiga ciutat de Jinjue (vegeu Niya (conca de Tarim)).
El número 39 'Soft Places' de The Sandman de Neil Gaiman té lloc al desert, quan Marco Polo es perd al desert.
Una part de la sèrie de televisió quasi històrica coreana Queen Seondeok té lloc al desert de Takla Makan. Sohwa s'escapa de Silla amb el nadó Deokman i la cria al desert. Quan era adolescent, Deokman torna a Silla i utilitza els coneixements i l'experiència adquirits de la vida entre els comerciants internacionals als centres comercials de Takla Makan per guanyar el tron de Silla.
El desert es mostra a l'animació japonesa Mobile Suit Gundam 00, ambientada l'any 2307. A la sèrie, el desert de Takla Makan és l'escenari d'una operació militar conjunta a gran escala realitzada per tots els blocs de poder del món, i prohibida per l'organització paramilitar Celestial Being.
L'anime japonès Code Geass representa una versió fictícia del desert de Taklamakan dins de la Federació Xinesa, un dels tres superestats de la sèrie. Serveix com a escenari d'una batalla clau entre el Sant Imperi Britànic i els revoltats japonesos recolzats per la Federació Xina. Més tard, es revela la presència d'una ciutat subterrània, on els membres de l'Ordre Geass estan sent utilitzats per l'emperador Charles zi Britannia i la seva consort Marianne vi Britannia per crear la connexió Ragnarök.

## Fauna i flora
Els arbres que acompanyen els cursos d'aigua són pollancres d'Elx (Populus euphratica). Les sorres poden portar arbrissons del gènere tamariu o de les gramínies. El Lop Nor, on es practica la pesca amb piragua, allotja, segons les estacions, una gran quantitat d'ocells aquàtics: gavines, xatracs, cignes, ànecs, ardèids, etc.

## Població humana
El desert del Takla Makan està vorejat al nord i al sud per una sèrie de ciutats oasi que constituïen les branques nord i sud de la ruta de la Seda entre les cadenes muntanyoses properes i el corredor de l'Hexi, a l'est. L'activitat humana té tendència a reduir el seu territori, per l'explotació dels boscos o de males pràctiques d'irrigació: s'estima que el desert ha guanyat 28.000 km² des del començament de la nostra era, dels quals 9.000 km² en el transcurs del segle xx. La superfície dels boscos de pollancres hauria passat de 5.800 km² el 1958 a 2.800 km² el 1979.